# アタルヴァ・ヴェーダ
『アタルヴァ・ヴェーダ』（サンスクリット: अथर्ववेदः Atharvavedaḥ）は、4つあるヴェーダ本集のひとつで、主にバラモン教の呪術的な儀式典礼が記されたものである。

## 概要
古い部分は紀元前1500年ころには成立し、時代とともに書き加えられていったと考えられる。当初は、ヴェーダとして認められていなかったが、紀元前500年ころから徐々に認められるようになり、現在では4ヴェーダのひとつと称されるようになった。たとえば、古い仏典でヴェーダといえば3ヴェーダ（『リグ・ヴェーダ』、『サーマ・ヴェーダ』、『ヤジュル・ヴェーダ』）のことで、『アタルヴァ・ヴェーダ』は含まれていないことが多い。
なお初期仏教の経典には「わが信徒は、『アタルヴァ・ヴェーダ』の呪法と夢占いと相の占いと星占いとを行ってはならない」（『スッタニパータ』）と記されている。
伝承では九つの派があったとされるが、現存しているのはシャウナカ派とパイッパラーダ派の二派で、通常アタルヴァ・ヴェーダといえば前者を示す。シャウナカ派の本集は全20巻731賛歌。アタルヴァ・ヴェーダの哲学賛歌と呼ばれるものは、第8巻から第12巻にほぼ含まれ、リグ・ヴェーダ末期の哲学賛歌とウパニシャッドをつなぐ部分に相当する。
アタルヴァとは、アタルヴァンという名の種族が伝えたヴェーダ（知識）という意味である。古名は、アタルヴァ＝アーンギラサといい、アタルヴァン族とアーンギラサ族の知識を合わせた非アーリア系の古文書である。アタルヴァン族は主に、吉祥増益の呪文を伝え、呪詛調伏の呪文はアーンギラサ族のものとされている。他の三ヴェーダが、他所からきた支配者階級（アーリア人系）の知識であることに対し、『アタルヴァ・ヴェーダ』はアーリア系の知識に土着の民族（非アーリア系）の知識を加え集大成したものという見方もある。主に呪文が書かれていることが強調されているため、密教の源流となった文献ともみなされる。
また医学に関する記述も多く、古代インドの医学書であるだけでなく、現存する世界最古の医学書と目され、古代ギリシアや古代中国の医学にも影響を与えていると考えられている。ヴェーダが軸となった時代は、病気は悪霊の仕業と考えられ、悪霊を退治するための呪術と医学は区別されていなかった。ただし今日、医学健康に関する部分は『アーユル・ヴェーダ』として抜き出し用いられ、『アタルヴァ・ヴェーダ』よりも著名となっている。

## アーンギラサ族
古い仏典には、釈迦がアーンギラサ族であったと書かれているものもある。アーンギラサ族はバラモン階級であるため、王族（クシャトリア）である釈迦がアーンギラサ族であることはありえないが、ゴータマ姓はアーンギラサ族のものであることがわかっている。

### 訳書
- 辻直四郎 訳『アタルヴァ・ヴェーダ讃歌 ―古代インドの呪法』岩波書店〈岩波文庫〉、1979年。ISBN 4003206517。